# Hypnodendron splendidum
Hypnodendron splendidum là một loài Rêu trong họ Hypnodendraceae. Loài này được Besch. mô tả khoa học đầu tiên năm 1873.